# Mammern
Mammern (gsw. Mammere) – miejscowość i gmina (Politische Gemeinde) w północno-wschodniej Szwajcarii, w kantonie Turgowia, w okręgu (Bezirk) Frauenfeld. Leży nad jeziorem Untersee. 

## Demografia
W Mammern mieszkają 684 osoby. W 2021 roku 28,2% populacji gminy stanowiły osoby urodzone poza Szwajcarią. 

## Transport
Przez teren gminy przebiega droga główna nr 13.